# Nyrki (przystanek kolejowy)
Nyrki (ros. Нырки, krl. Nirki) – przystanek kolejowy w miejscowości Nyrki, w rejonie prionieżskim, w Karelii, w Rosji. Położony jest na linii Wołchow - Murmańsk.